# 公田镇
公田镇，位于湖南省岳阳市岳阳县东部。因旧时置有公益田产，简称公田沿用至今。镇人民政府驻岳阳县公田。
镇区处湘鄂赣三省边界，省道1834线、县道荣公线、岳毛线、临平线交汇，有岳阳东大门之称。铁山水库在其境内。

## 沿革
- 民国时期，分隶杨林乡与大峰乡
- 1949年，属岳阳县三区杨林乡与大峰乡
- 1958年，隶岳阳县铁山公社
- 1961年，为公田区公田公社
- 1984年，改置公田镇

## 行政区划
公田镇辖23个自然村，2个居委会。
老街社区、新街社区、公田村、河东村、黄田村、栗山村、媳岭村、小湄村、龙山村、马元村、东淇村、板桥村、芳山村、熊山村、大山村、青隐村、饶港村、塘田村、彭昌村、桢祥村、全福村、向佳村、晏冲村、杨段村和长安村。